# Похмілля у Вегасі
«Похмілля» (англ. The Hangover) — американський кінофільм 2009 року, кінокомедія, поставлена режисером Тоддом Філліпсом. Автори сценарію Джон Лукас та Скотт Мур. Продюсери фільму Тодд Філліпс та Данієль Ґолдберґ. У головних ролях Бредлі Купер, Ед Гелмс, Зак Галіфіанакіс, Гізер Грем, Джастін Барта та Джефрі Тембор. Фільм випустила американська кінокомпанія Legendary Pictures з бюджетом у 35 мільйонів доларів США.
Сюжет зосереджений на передвесільній парубоцькій вечірці чотирьох друзів у Лас-Вегасі, які прокинувшись наступного ранку, нічого не пам'ятаючи з пригод минулої ночі, кинулись на пошуки нареченого, а також свого найкращого друга, який пропав безвісти. І щоб його знайти, вони намагаються відшукати будь-які зачіпки, що могли б їм пригадати події минулої ночі, аби знайти зниклого друга раніше, аніж розпочнеться весілля. Стрічка була створена на основі пригод зі справжнього життя самих кінематографістів фільму.
В Північній Америці прем'єра фільму відбулася 5 червня 2009 року, а в Україні 11 червня цього ж року. Світові касові збори склали $467.4 мільйони. Фільм став володарем премії «Золотий глобус» в категорії найкращий фільм (комедія або мюзикл) та отримав безліч інших нагород і номінацій.

## Сюжет
Даг (Джастін Барта) збирається одружитися з Трейсі (Саша Баррез). Його друзі — Філ (Бредлі Купер), Стю (Ед Хелмс) і брат його майбутньої дружини Алан (Зак Галіфіанакіс) беруть його до Лас-Вегасу на парубоцьку вечірку. Батько Трейсі віддає йому свою дорогоцінну машину, старий срібний «Mercedes» для подорожі. Четвірка знімає в готелі-казино «Caesars Palace» дорогий номер-віллу, після чого вони всі проникають на дах готелю, щоб зробити тост за майбутню ніч, яку вони ніколи не забудуть.
Наступного ранку троє друзів прокинувшись у своєму номері, нічого не пам'ятаючи з пригод минулої ночі, помічають, що пропав їхній друг Даг. У ванній кімнаті знаходиться величезний тигр, а у шафі - немовля, Стю втратив зуба, матрас з їхнього номера був скинутий на статую назовні готелю. У Філа на руці лікарняний браслет, що свідчить про те що він побував у лікарні і швейцар підігнав їм до готелю поліцейську машину, вкрадену ними тієї ночі.

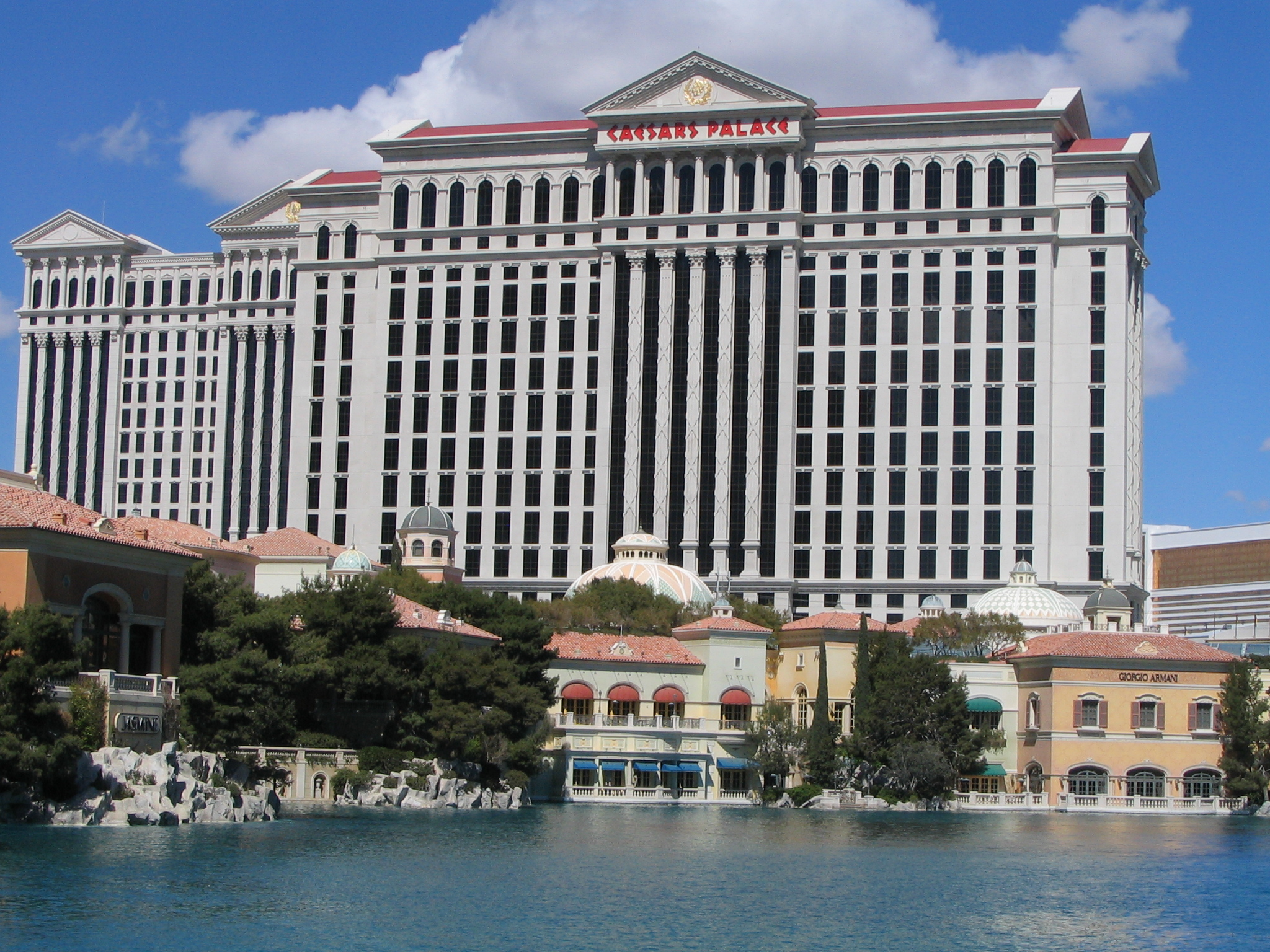
Сізарс-Палас

Поки хлопці згадували свої кроки, медичний працівник лікарні, у якій був Філ, розповів їм, що їх було напоєно руфісом, що й пояснює провали у пам'яті. Далі вони знаходять капличку і дізнаються, що Стю, який планував зробити пропозицію свої токсичній дівчині Меліссі (Рейчел Гарріс), одружився з іншою на ім'я Джейд (Хізер Грем), яка виявилася матір'ю немовляти, знайденого у шафі готелю.
На парковці біля каплички троє друзів втікають від двох азіатів, які на них напали. Вони знаходять місце проживання Джейд і повертають їй немовля, але тут їх заарештовують за викрадення  службової машини. У відділку Філ домовляється з офіцерами про звільнення, в обмін на роль добровольців у демонстрації дії електрошокової зброї на людину. Друзям повертають Mercedes батька нареченої. Їдучи в машині, хлопці чують звуки в багажнику і думають, що там Даг, але звідти вистрибує азіат (Кен Джонг), який атакував їх ломом, після чого побіг геть. Алан визнає, що це він напоїв усіх руфісом минулої ночі, тому що він думав, що це екстезі.
Повернувшись до готелю, у номері їх зустрічає Майк Тайсон, який наказує повернути тигра у його маєток. Трійка приспала тигра снодійним і правдами й неправдами доставили тигра до маєтку Тайсона. Натомість Майк показав їм запис з камер спостереження подій минулої ночі, на якому Даг був ще присутній.
Машину хлопців таранить джип азіата - ним виявився гангстер на ім'я Леслі Чоу, який пригрозив повернути його 80,000 доларів вкрадені ними минулої ночі, якщо ж ні — то він вб'є Дага. Алан виручає своїм вміння підрахунку карт у картярській грі, вигравши у блекджек в казино потрібну суму.  Азіат забирає гроші, але видає іншу людину, темношкірого, теж Дага (Майк Еппс), який виявився наркодилером, який продав Алану руфіс. Дилер визнає, що він переплутав валізи наркотиків, і продав Алану руфіс помилково.
Не маючи інших варіантів, Філ змушений телефонувати Трейсі і зізнаватися, що вони загубили Дага. Тим часом, маючи коротку розмову з «Чорним Дагом», Стю приходить в голову, що їхній матрас, що висів на статуї готелю не міг бути викинутим з їхнього номера, і його міг скинути з даху тільки Даг, як сигнал про допомогу. 
Повернувшись на дах готелю, вони виявляють там Дага, втомленого і добре обгорілого на сонці. Знайшовши нареченого, хлопці мерщій їдуть на весілля, але не з пустими руками, а з фішками у кишенях Дага на суму $80,000. 
Приїхавши вчасно, Даг одружується зі своєю нареченою Трейсі, Філ радісним повертається до жінки та сина, Стю нарешті розриває свої стосунки з Меліссою, а Алан знаходить фотоапарат Стю з фотографіями всіх їх пригод у Лас-Вегасі, які прокручуються в кінці фільму.

## У фільмі знімались

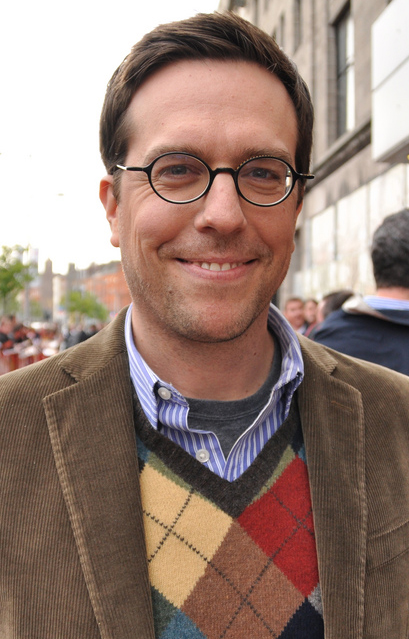
Хелмс на ірландській прем'єрі Похмілля у Вегасі у Savoy Cinema, Дублін.

- Бредлі Купер — Філ Веннек, найкращий друг нареченого, шкільний вчитель, який нудьгує від подружнього життя.
- Ед Гелмс — Стю Прайс, стоматолог, який загрузнув у поганих відносинах зі своєю дівчиною, друг нареченого.
- Зак Галіфіанакіс — Алан Гарнер, незграбний майбутній шурин нареченого.
- Джастін Барта — Даг Біллінгс, майбутній наречений, який взяв до Вегасу своїх трьох найкращих друзів.
- Гізер Грем — Джейд, люб'язна стриптизерка і мати-одиначка.
- Саша Баррез — Трейсі Гарнер, наречена
- Рейчел Гарріс — Мелісса, ненависна дівчина Стю.
- Джефрі Тембор — Сід Гарнер, батько нареченої
- Браян Каллен — Едді Палермо, власник «Best Little Wedding Chapel»
- Роб Ріґґл — Офіцер Франклін, коп, який отримує нагоду помститися хлопцям після того, як вони вкрали його автомобіль
- Клео Кінг — Офіцер Гарден
- Метт Волш — Доктор Волш, лікар Лас-Вегасу
- Кен Джонг — Леслі Чов ганстер з Лас-Вегасу який вимагав загублені ним гроші та повернув викраденого Дага.
- Майк Еппс — «Чорний Даг», наркодилер, якого прийняли за Дага Біллінгса
- Джилліган Вігман — Стефані Веннек, дружина Філа
- Сондра Куррі — Лінда Гарнер, мати нареченої
- Наталі Фей — Ліса, покоївка готелю Caesars Palace
- [невідомий] — Тайлер, син Джейд, якого хлопці назвали Карлос.[1]

### Камео
- Майк Тайсон — грає самого себе. Тайсон спочатку не був зацікавлений у цьому проєкті, поки він не дізнався, що Тодд Філліпс є режисером фільму Старе загартування, який сподобався боксеру.[2]
- Тодд Філліпс, режисер фільму, грає Містера Кріпі, який ненадовго з'являється в ліфті
- Майк Валлелі — Ніко, людина зі швидкісною доставкою смокінгу
- Вейн Ньютон — грає самого себе, у фото слайд-шоу
- Керрот Топ — грає самого себе, у фото слайд-шоу
- Ден Фіннерті та гурт The Dan Band, музичний гурт на весіллі

## Виробництво

### Написання
Сюжет був створений на реальних подіях, що сталася в Тріпп Вінсоні, друг продюсера фільму «Похмілля у Вегасі» виконавчий продюсер всієї цієї історії є Кріс Бендер. Кріс на своїй парубоцькій вечірці перед весіллям поїхав до Лас-Вегасу, де втратив пам'ять і прокинувся у стрип-клубі після чого він мав заплатити законодавством величезний рахунок цьому стрип-бару за перегляд. 
 Оригінальний сценарій, що написав Джон Лукас і Скотт Мур був проданий Warner Bros. За більше ніж 2 000 000$. Розповідь про трьох приятелів, які втрачають нареченого на парубоцькій вечірці у Вегасі, а потім повинні повторити свої кроки, щоб зрозуміти, що сталося.

### Знімання
П'ятнадцять днів знімання відбувалося в Неваді. Фільм було знято за адресою 1236 S. Las Vegas Boulevard у капличці маленьких весіль. Декілька з рушійних сцен знімали вздовж ділянки Каліфорнійського Інтерстейту № 210, недалеко від міста Ріальто та Сан-Бернардіно.

## Нагороди та номінації
- 2010 — премія «Золотий глобус» у номінації «Найкращий фільм — комедія / мюзикл)»[3]
- 2010 — номінація на премію Британської кіноакадемії за найкращий оригінальний сценарій (Джон Лукас, Скотт Мур)
- 2010 — фільм було номіновано на нагороду MTV Movie Awards (номінація — Найкращий фільм).[4]
- 2009 — 5 номінацій на премію Teen Choice Awards

## Музика

### Саундтреки
| #   | Назва                | Виконавець                    | Тривалість |
| --- | -------------------- | ----------------------------- | ---------- |
| 1.  | «It's Now or Never»  | El Vez                        | 5:17       |
| 2.  | «Thirteen»           | Danzig                        | 4:15       |
| 3.  | «Take It Off»        | The Donnas                    | 2:58       |
| 4.  | «Fever»              | The Cramps                    | 4:16       |
| 5.  | «Wedding Bells»      | Gene Vincent та His Blue Caps | 2:31       |
| 6.  | «In the Air Tonight» | Phil Collins                  | 5:30       |
| 7.  | «Stu's Song»         | Ед Хелмс                      | 0:56       |
| 8.  | «Rhythm and Booze»   | Treat Her Right               | 2:49       |
| 9.  | «Iko Iko»            | The Belle Stars               | 2:50       |
| 10. | «Three Best Friends» | Зек Галіфіанакіс              | 0:29       |
| 11. | «Ride the Sky II»    | Revolution Mother             | 2:03       |
| 12. | «Candy Shop»         | Dan Finnerty та The Dan Band  | 2:58       |
| 13. | «Joker & the Thief»  | Wolfmother                    | 4:40       |

Додаткові пісні
- «Toxic» — Брітні Спірс
- «Who Let the Dogs Out?» — Baha Men
- «Right Round» — Flo Rida
- «Can't Tell Me Nothing» — Kanye West
- «Live Your Life» — T.I. featuring Rihanna
- «What Do You Say» — Мікі Авалон
- «Yeah!» — Usher feat. Ludacris and Lil Jon